# Rhyacophila khasiorum
Rhyacophila khasiorum är en nattsländeart som beskrevs av Schmid 1970. Rhyacophila khasiorum ingår i släktet Rhyacophila och familjen rovnattsländor. Inga underarter finns listade i Catalogue of Life.